# Joe Lewis (piłkarz)
Joseph Peter Lewis (ur. 6 października 1987 w Bury St Edmunds) – angielski piłkarz występujący na pozycji bramkarza w Cardiff City.